# Колодязненська сільська рада
Коло́дязненська сільська́ ра́да — адміністративно-територіальна одиниця та орган місцевого самоврядування у Дворічанському районі Харківської області. Адміністративний центр — село Колодязне.

## Загальні відомості
- Колодязненська сільська рада утворена 31 січня 1943 року.
- Територія ради: 126,623 км²
- Населення ради: 1 684 особи (станом на 2001 рік)
- Територією ради протікає річка Нижня Дворічна.

## Населені пункти
Сільській раді були підпорядковані населені пункти:
- с. Колодязне
- с. Новоужвинівка
- с. Обухівка
- с. Одрадне

## Склад ради
Рада складалася з 16 депутатів та голови.
- Голова ради: Перепелиця Олександр Васильович
- Секретар ради: Тригубенко Оксана Леонідівна

### Керівний склад попередніх скликань
| Прізвище, ім'я, по батькові     | Основні відомості                                                         | Дата обрання | Дата звільнення |
| ------------------------------- | ------------------------------------------------------------------------- | ------------ | --------------- |
| Величко Людмила Олександрівна   | Сільський голова, 1955 року народження                                    | 26.03.2006   | 23.09.2009      |
| Перепелиця Олександр Васильович | Сільський голова, 1961 року народження, освіта вища, член Партії регіонів | 20.06.2010   | 31.10.2010      |
| Перепелиця Олександр Васильович | Сільський голова, 1961 року народження, освіта вища, член Партії регіонів | 31.10.2010   |                 |

Примітка: таблиця складена за даними сайту Верховної Ради України

### Депутати
За результатами місцевих виборів 2010 року депутатами ради стали:

#### За суб'єктами висування
| Суб'єкт висування                                       | Кількість обраних депутатів | %    |
| ------------------------------------------------------- | --------------------------- | ---- |
| Партія регіонів                                         | 12                          | 75   |
| Політична партія «Сильна Україна»                       | 2                           | 12,5 |
| Комуністична партія України                             | 1                           | 6,3  |
| Політична партія Всеукраїнське об'єднання «Батьківщина» | 1                           | 6,3  |

#### За округами
| № округу                                                | Прізвище, ім'я, по батькові      | Дата визнання обраним | Освіта  | Партійна приналежність | Відомості про обраного депутата                         |
| ------------------------------------------------------- | -------------------------------- | --------------------- | ------- | ---------------------- | ------------------------------------------------------- |
| Комуністична партія України                             |                                  |                       |         |                        |                                                         |
| 8                                                       | Вязовський Сергій Васильович     | 02.11.2010            | середня | позапартійний          | пенсіонер                                               |
| Партія регіонів                                         |                                  |                       |         |                        |                                                         |
| 1                                                       | Нестеренко Ігор Сергійович       | 02.11.2010            | вища    | позапартійний          | Колодязненська ветлікарня, завідувач                    |
| 3                                                       | Трегубенко Оксана Леонідівна     | 02.11.2010            | вища    | позапартійна           | Колодязненська сільська рада, секретар                  |
| 4                                                       | Рубан Андрій Іванович            | 02.11.2010            | вища    | позапартійний          | ТОВ «Колодязняньське и Ко», бригадир                    |
| 5                                                       | Кобилєва Алла Віталіївна         | 02.11.2010            | вища    | позапартійна           | ТОВ «Колодязняньське и Ко», економіст                   |
| 6                                                       | Іванова Надія Федорівна          | 02.11.2010            | вища    | позапартійна           | Колодязненська загальноосвітня школа, вчитель           |
| 7                                                       | Герасименко Лариса Сергіївна     | 02.11.2010            | вища    | член Партії регіонів   | Колодязненська сільська рада, головний бухгалтер        |
| 9                                                       | Зимогляд Валентина Володимирівна | 02.11.2010            | вища    | позапартійна           | Колодязненська загальноосвітня школа, вчитель           |
| 10                                                      | Мухіна Галина Вікторівна         | 02.11.2010            | вища    | позапартійна           | Колодязненська загальноосвітня школа, вчитель           |
| 11                                                      | Моісеєнко Сергій Миколайович     | 02.11.2010            | вища    | позапартійний          | ТОВ «Колодязненське», головний агроном                  |
| 14                                                      | Кравченко Галина Петрівна        | 02.11.2010            | середня | позапартійна           | Колодязненське відділення зв'язку, листоноша            |
| 15                                                      | Рєзник Василь Іванович           | 02.11.2010            | середня | позапартійний          | ТОВ «Колодязняньське и Ко», охоронець                   |
| 16                                                      | Шопін Павло Миколайович          | 02.11.2010            | вища    | позапартійний          | Одроднянський фельдшерсько-акушерський пункт, завідувач |
| Політична партія Всеукраїнське об'єднання «Батьківщина» |                                  |                       |         |                        |                                                         |
| 13                                                      | Рак Надія Василівна              | 02.11.2010            | вища    | позапартійна           | пенсіонер                                               |
| Політична партія «Сильна Україна»                       |                                  |                       |         |                        |                                                         |
| 2                                                       | Олійник Тетяна Миколаївна        | 02.11.2010            | середня | позапартійна           | Колодязненська ветлікарня, молодший співробітник        |
| 12                                                      | Кулик Микола Вікторович          | 02.11.2010            | середня | позапартійний          | Дворічанський райавтодор, головний інженер              |